# Городская агломерация Сан-Луис (микрорегион)

Городская агломерация Сан-Луис на карте.

Городская агломерация Сан-Луис (порт. Microrregião da Aglomeração Urbana de São Luís) — микрорегион в Бразилии, входит в штат Мараньян. Составная часть мезорегиона Север штата Мараньян. Население составляет 1 309 330 человек (на 2010 год). Площадь — 1412,264 км². Плотность населения — 927,11 чел./км².

## Демография
Согласно сведениям, собранным в ходе переписи 2010 г. Национальным институтом географии и статистики (IBGE), население микрорегиона составляет:
| Полное население                             | Полное население                             | Полное население                             | Полное население                             | 1 309 330 |
| -------------------------------------------- | -------------------------------------------- | -------------------------------------------- | -------------------------------------------- | --------- |
| в том числе:                                 | Городское население                          | 1 091 717                                    | Процент городского населения, %              | 83,38     |
|                                              | Сельское население                           | 217 613                                      | Процент сельского населения, %               | 16,62     |
|                                              | Мужское население                            | 617 709                                      | Процент мужского населения, %                | 47,18     |
|                                              | Женское население                            | 691 621                                      | Процент женского населения, %                | 52,82     |
| Плотность населения, чел/км²                 | Плотность населения, чел/км²                 | Плотность населения, чел/км²                 | Плотность населения, чел/км²                 | 927,11    |
| Население микрорегиона в % к населению штата | Население микрорегиона в % к населению штата | Население микрорегиона в % к населению штата | Население микрорегиона в % к населению штата | 19,91     |

## Статистика
- Валовой внутренний продукт на 2005 год составляет 9 824 063 384 реалов (данные: Бразильский институт географии и статистики).
- Валовой внутренний продукт на душу населения на 2005 год составляет 8002,28 реала (данные: Бразильский институт географии и статистики).
- Индекс развития человеческого потенциала на 2000 год составляет 0,766 (данные: Программа развития ООН).

## Состав микрорегиона
В составе микрорегиона включены следующие муниципалитеты:
1. Пасу-ду-Лумиар
2. Рапоза
3. Сан-Жозе-ди-Рибамар
4. Сан-Луис